# Satis
Satis (auch Setjet, Satet) ist der griechische Name einer altägyptischen Göttin, die seit dem Alten Reich belegt ist.

## Bedeutung
Der Name der Satis ist erstmals auf Steinkrügen aus der 3. Dynastie belegt, die unter der Stufenpyramide in Sakkara gefunden wurden. Ab der 6. Dynastie findet sie in den Pyramidentexten Erwähnung. Sie wurde auf den Inseln Elephantine und Sehelnarti verehrt und führte daher die Beinamen „Herrin von Elephantine“ und „Herrin von Sehelnarti“. 
Dort bildete sie seit dem Neuen Reich gemeinsam mit ihrem Gatten Chnum und ihrer Tochter Anuket eine Göttertriade. Außerdem bewacht Satis als Kataraktengottheit die Südgrenze Ägyptens und galt als Spenderin des „kühlen Wassers, das aus Elephantine kommt“, welches sie den Toten zur Reinigung darbietet.

## Darstellung
| S1 |

| S1 |

 Andere Darstellungen zeigen sie aber auch mit der unterägyptischen Krone oder der auf einer langen Perücke sitzenden Geierhaube.

## Ihr Inselheiligtum
Das dieser Göttin auf Elephantine geweihte Heiligtum wurde bis in die griechisch-römische Zeit hinein über Jahrtausende immer weiter vergrößert. Die Griechen setzten Satis mit Hera, der Gattin von Zeus, gleich.